# سهره چهچهه‌زن گلوزرد کدر
سهره چهچهه‌زن گلوزرد کدر (نام علمی: Poospiza lateralis) نام یک گونه از سرده سهره چهچهه‌زن است.